# Surmische Sprachen
Die surmischen Sprachen (auch: Didinga-Surma, Didinga-Murle) sind eine Untergruppe des ostsudanischen Zweigs der nilosaharanischen Sprachfamilie und werden im Südosten des Südsudans und im Südwesten Äthiopiens gesprochen.
Sie gehören zu denjenigen Sprachen innerhalb des ostsudanischen Zweiges, die das Pronomen der 1. Person Singular mit einem Element n bilden, z. B. aɲe (Chai).
Die bedeutendste Sprache dieser Gruppe ist das Didinga mit ca. 100.000 Sprechern im Südsudan.
Benannt ist die Gruppe nach dem Suri, das auch Surma heißt.

## Gliederung
Dimmendaal gliedert die surmischen Sprachen folgendermaßen:
- Nord: Majang [mpe]
- Süd:
  - Südwest:
    - Baale (Kacipo-Balesi) [koe]
    - DNM
      - Didinga [did] und Narim (auch: Longarim) [loh] (100.000 Sprecher)
      - Murle [mur] und Tennet [tex]

  - Südost:
    - CTM: Chai, Tirma (Dialekte von: Suri [suq], auch: Surma) und Mursi
    - Me’en [mym]: die Dialekte Tishena und Bodi (100.000 Sprecher)
    - YKM: Kwegu [xwg] sowie die Dialekte Yidinit und Muguji